# (37289) 2000 YK124
2000 YK124 (asteroide 37289) é um asteroide da cintura principal. Possui uma excentricidade de 0.05944590 e uma inclinação de 2.25233º.
Este asteroide foi descoberto no dia 29 de dezembro de 2000 por LONEOS em Anderson Mesa.